# Dinar serbi
El dinar serbi (en serbi српски динар, srpski dinar, o, simplement, динар, dinar) és la moneda oficial de Sèrbia. La província autònoma de Kosovë, ja abans d'autodeclarar-se independent l'any 2008, feia uns quants anys que usava l'euro, i abans compartien el dinar iugoslau. El codi ISO 4217 és RSD des del 25 d'octubre del 2006 (abans d'aquesta data, CSD). Se subdivideix en 100 para (пара), moneda fraccionària que des del 2008 ja no circula.
Fins a l'any 2003 fou anomenat dinar iugoslau i tenia el codi YUM.
Emès pel Banc Nacional de Sèrbia (Народна банка Србије, Narodna banka Srbije), en circulen monedes d'1, 2, 5, 10 i 20 dinars, i bitllets de 10, 20, 50, 100, 200, 500, 1.000 i 5.000 dinars. Coexisteixen els nous bitllets i monedes de dinars serbis amb les últimes emissions de dinars iugoslaus i totes dues menes de dinars tenen el mateix valor legal. El 2008 foren retirades de la circulació les monedes de 50 para.

## Història
La primera menció que es té d'un "dinar serbi" data del regnat de Stefan Nemanjić el 1214. Fins a la caiguda del dèspota Stefan Lazarević el 1459, la majoria de governants serbis van emetre dinars. La moneda fou un símbol important de la nacionalitat sèrbia durant l'edat mitjana. Aquests dinars medievals s'encunyaren exclusivament en argent a causa de les restriccions que tenia l'or, característiques de l'Europa medieval.

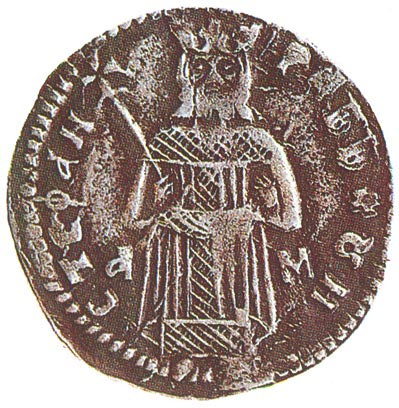
Dinar del rei Dragutin, del

Arran de la conquesta otomana, fins a mitjan segle xix s'hi van usar diferents monedes estrangeres. Els otomans van establir diverses seques emissores en territori de Sèrbia, a Novo Brdo, Kucajna i Belgrad. La moneda fraccionària actual del dinar serbi és la para, que és com s'anomenaven les darreres monedes d'argent turques que van circular a Sèrbia (nom derivat de l'àrab bara, argent).
Al segle xix, els governs de Karađorđe i del príncep Miloš Obrenović també van veure circular un bon nombre de monedes d'arreu d'Europa, en concret de 43 tipus diferents: 10 d'or, 28 de argent i 5 de coure. Després de l'alliberament de la dominació turca, es van començar a prendre mesures per establir un sistema monetari independent.

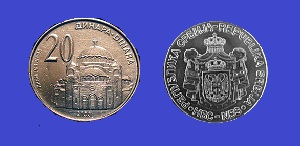
Moneda de 20 dinars del 2003

Davant la circulació de tantes monedes al seu territori, el príncep Mihailo Obrenović va fer encunyar una moneda nacional sèrbia. Les noves monedes, d'un aliatge de coure, foren les d'1, 5 i 10 para. L'anvers duia el retrat del príncep i l'any d'emissió, 1868. El dinar d'argent no es va encunyar fins al 1875. Hi figurava el príncep Milan Obrenović, i n'hi havia de 50 para i d'1 i 2 dinars. Les primeres monedes d'or es van emetre el 1879, amb un valor de 20 dinars. Per la coronació del rei Milan el 1882 es van emetre monedes d'or de 10 i 20 dinars, anomenades popularment milandor (del francès Milan d'Or).
El dinar iugoslau va unificar el 1923 el caos monetari dels primers anys del Regne dels Serbis, Croats i Eslovens, quan existien quatre monedes diferents en curs: el dinar serbi (a la sèrbia anterior a la guerra), el perper a Montenegro, corona iugoslava als territoris que procedien de l'Imperi Austrohongarès, i el lev a l'est i sud de Sèrbia. Durant els períodes 1918-1941 i 1945-2003 fou substituït pel dinar iugoslau. Entre el 2003 i el 2006 fou també la moneda de Sèrbia i Montenegro, si bé Montenegro, abans de la independència, ja usava l'euro.

## Hiperinflació
La hiperinflació va tenir lloc a Sèrbia el 1993 a causa de la política continuada del govern d'emetre moneda per finançar el dèficit públic, encara que el govern de Slobodan Milošević assegurés que era deguda a les sancions internacionals. El bitllet de més valor que es va posar en circulació fou el de 500.000 milions de dinars.

## Taxes de canvi
- 1 EUR = 117,583 RSD (3 de desembre del 2020)
- 1 USD = 97,0192 RSD (3 de desembre del 2020)